# Žagolič
Žagolič falu Szlovéniában, a Goriška statisztikai régióban, Col településtől északnyugatra, a hegyekben. Közigazgatásilag Ajdovščinához tartozik.

## Történelme
A szájhagyomány szerint Žagolič neve a szlovén žage, azaz fűrészmalom szóból ered. Régen ilyen fűrészmalom volt a falutól feljebb a falu határában folydogáló patakon. A hagyományok szerint egyszer a Col faluhoz tartozó Absenberg birtok tulajdonába tartozó nyájakat a pásztorok keresztülhajtották a malom hídján. Ekkor az egész szerkezet leszakadt és elgátolta a patak útját, majd a víz utat talált magának alatta és elmozdította a fűrészmalmot. Žagolič Malo Polje egyik településrésze volt, egészen 1989-ig, amikor is önálló településsé vált.

## Fordítás
- Ez a szócikk részben vagy egészben  a(z)   Žagolič című angol Wikipédia-szócikk ezen változatának fordításán alapul.  Az eredeti cikk szerkesztőit annak laptörténete sorolja fel. Ez a jelzés csupán a megfogalmazás eredetét és a szerzői jogokat jelzi, nem szolgál a cikkben szereplő információk forrásmegjelöléseként.